# Fenton (Iowa)
Fenton es una ciudad ubicada en el condado de Kossuth en el estado estadounidense de Iowa. En el Censo de 2010 tenía una población de 279 habitantes y una densidad poblacional de 313,15 personas por km².

## Geografía
Fenton se encuentra ubicada en las coordenadas 43°13′5″N 94°25′41″O / 43.21806, -94.42806. Según la Oficina del Censo de los Estados Unidos, Fenton tiene una superficie total de 0.89 km², de la cual 0.89 km² corresponden a tierra firme y (0%) 0 km² es agua.

## Demografía
Según el censo de 2010, había 279 personas residiendo en Fenton. La densidad de población era de 313,15 hab./km². De los 279 habitantes, Fenton estaba compuesto por el 98.57% blancos, el 0.72% eran afroamericanos, el 0% eran amerindios, el 0.36% eran asiáticos, el 0% eran isleños del Pacífico, el 0.36% eran de otras razas y el 0% pertenecían a dos o más razas. Del total de la población el 0.36% eran hispanos o latinos de cualquier raza.